# دانا ريزنيس أوزولا
دانا ريزنيس أوزولا (بالإنجليزية: Dana Reizniece-Ozola)‏ (مواليد 6 نوفمبر 1981) هي لاعبة شطرنج وسياسية لاتفية، شغلت منصب وزيرة الأقتصاد (2014-2016) ووزيرة المالية من (2016-2019).